# Gefäßtumor
Ein Gefäßtumor ist ein Tumor, der von den Gefäßen ausgeht. Grundsätzlich können Gefäßtumore von allen Teilen der Gefäßwand ausgehen: von der Intima, der Media und der Adventitia. Oft wird die Bezeichnung aber nur auf Geschwulste des Endothels bezogen.

## Einteilung
Folgende Klassifikation ist gebräuchlich:
- vom Endothel ausgehend:
  - gutartig: Hämangiom, Angiomatose, Epitheloides Hämangiom, Lymphangiom, Chorangiom in der Plazenta
  - semimaligne: Hämangioendotheliom
  - maligne: Angiosarkom, Epitheloides Hämangioendotheliom, Kaposi-Sarkom
- von anderen Teilen der Gefäßwand ausgehend:
  - Glomustumor
  - Paragangliom
  - Hämangioperizytom
  - Leiomyom, Leiomyosarkom
  - Lymphangioleiomyomatose
  - Angiomyolipom

## Vorkommen und Ursachen
Die Häufigkeit maligner Gefäßtumore wird für Deutschland mit 1–2 pro 10 Mio. Einwohner und Jahr angegeben. Das Kaposi-Sarkom tritt gehäuft bei AIDS auf, das Angiosarkom nach Strahlentherapie bei Mammakarzinom (Stewart-Treves-Syndrom).
Gutartige Tumore sind wesentlich häufiger, besonders das Hämangiom kommt bei bis zu 50 % der Bevölkerung vor.